# Ионическая республика
Соединенные Штаты Ионических Островов (греч. Ηνωμένον Κράτος των Ιονίων Νήσων, англ. United States of the Ionian Islands, итал. Stati Uniti delle Isole Ionie) — историческое государство, существовавшее с 1815 по 1864 годы . Являлось протекторатом Великобритании. После образования Греческого государства было подарено Великобританией греческому королю Георгу I.
Ионические острова на протяжении столетий входили в состав Венецианской республики, пока по Кампо-Формийскому миру 1797 года не перешли к революционной Франции. В 1798—1799 годах русско-турецкие силы выбили французов с островов, и образовали там Республику Семи Островов, просуществовавшую с 1800 по 1807 годы. После этого Франция вновь аннексировала Ионические острова, и они вошли в состав её Иллирийских провинций.
2 октября 1809 года англичане разбили французский флот у Закинфа и захватили острова Закинф, Кефалиния и Китира. В 1810 году англичане заняли Лефкас. Корфу оставался под французским владычеством до 1814 года.
Венский конгресс санкционировал передачу островов под «дружественный протекторат» Великобритании. Великобритания устанавливала там военную администрацию, а Австрийская империя гарантировала островам равный с Великобританией коммерческий статус. 26 августа 1817 года была утверждена «Конституция Мэйтлэнда», в соответствии с которой образовывалась федерация семи островов, а сэр Томас Мейтланд становился её первым Верховным комиссаром.
29 марта 1864 года Великобритания, Греция, Франция и Россия подписали в Лондоне договор, после ратификации которого острова должны были перейти Греции. 28 мая Верховный комиссар издал прокламацию об объединении Ионической республики с Греческим королевством.